# Martin Strouhal
Martin Strouhal (* 23. května 1965) je český kameraman a režisér televizních dokumentů.
Snaží se popularizovat osobu Jana Eskymo Welzla. Mimo Welzla realizoval další projekty s Českou televizí, iDNES TV, Českým rozhlasem, TV NOE a pořady jako Babylon, Dobré ráno, Toulavá kamera apod. Stál u zrodu projektů charity na Haiti a účastnil se první mise z České republiky do této země. Mnoho energie vložil do vzniku zábřežské televize.[zdroj?]

## Dílo

### Knihy
- Svoboda pod bodem mrazu - příběhy a záhady, které zanechal největší český polárník Jan Eskymo Welzl (2009)
- Pragovkou na Haiti : cesta legendární Pragou V3S do jedné z nejchudších zemí světa (2012)
- O Šroubkovi a Matičce (2015)

### Dokumentární tvorba v České televizi

#### Cyklus ČT Cesty víry
Martin Strouhal se zabýval námětem, scénářem, kamerou a režií.
- Česká škola na Haiti[1]
- Musím jít dál[2] , námět Tomáš Netočný
- Pragovkou na Haiti[3]
- Naděje pro Ukrajinu[4]
- Charita na Haiti[5]
- Naplněný sen[6]
- Ten který šíří světlo[7]
- Ve jménu svobody[8]
- Společná naděje na rovníku[9]
- Posel mezi dvěma světy[10]
- Mé zvony[11]
- Život s Emanuelem[12]
- Můj život v islámu[13]
- S vírou ve zdravý rozum[14]
- Srdce pro Majdan[15]
- Tajemství krve Páně[16]
- Důstojný život[17]
- Zvoníci sobě[18]

#### Komponovaný večer na téma Zábřežsko
- Všichni slavní spolužáci, kamera, režie[19]
- Můj kraj a moje filmy, technická spolupráce[20]
- Ze zahradníka malířem, kamera, námět[21]

#### Komponovaný večer na téma Eskymo Welzl
- Svoboda pod bodem mrazu aneb perpetuum mobile Eskymo Welzl, námět, scénář, kamera, výkonný producent[22]
- Když ožívá velikán, námět, scénář, kamera, režie[23]

#### Cyklus Náš venkov
- Už je tady přelidněno, námět, kamera, režie[24]
- Hledač po Bouzovem, námět, kamera, režie[25]
- Světoběžník ze Sudet, námět, kamera, režie[26]
- Jak se křísí slezské Versailles, námět, kamera, režie[27]
- Don Quijote z Hartenbergu, kamera, režie

#### Cyklus nedej se
- Strom života, kamera, režie[28]
- Normální život, námět, kamera, režie[29]

#### Cyklus folklorika
- Jesenický Klondike, kamera, režie[30]
- Když se pálí čarodějnice, námět, kamera, režie[31]

#### Pořady OBJEKTIV - redaktor, střih
- Yukon – Dawson City[32]
- Fairbanks – město zlaté horečky[33]
- Praga – Expedice I.[34]
- Praga – Expedice II.
- Praga – Expedice III.[35]
- Rwanda – Kigali a genocida[36]
- Rwanda – její bohatství[37]
- Zimní město Jakutsk[38]
- Sibiří za Eskymo Welzlem I.[39]
- Sibiří za Eskymo Welzlem II.[40]
- Tombstone – město pistolníků[41]
- USA – bitevní lodě – Los Angeles, San Francisco ...[42]

#### Další dokumenty ČT
- Vrcholy Leopolda Sulovského, námět, scénář, kamera, režie[43]
- Král Šumavy, kamera,Chicago, technická spolupráce[44]
- Haiti bez naděje?, námět a scénář, kamera, vystupující[45]
- Příběhy železné opony, kamera několika dílů, většinou USA
- Plastici v podzemí, další kamera[46]
- Opožděný východ, další kamera[47]

Český rozhlas
- Radiožurnál – Po stopách Jana Eskymo Welzla[48]